# Martin Birrane
Martin Birrane (ur. 19 sierpnia 1935 w Ballinie, zm. 9 czerwca 2018) – irlandzki kierowca wyścigowy i przedsiębiorca, właściciel firmy Lola Cars i toru Mondello Park.
Kształcił się w St. Muredach’s College. Fortuny dorobił się na rozwoju nieruchomości. Dziesięciokrotnie startował w wyścigu 24h Le Mans, wygrywając go w klasie GT w 1985 roku. W 1990 roku ustanowił rekord szybkości na irlandzkiej ziemi, osiągając 283 km/h na Westlink w Dublinie. Mieszkał na Gibraltarze. Jego majątek szacowany był na 152 miliony euro.